# José Nieves
José Nieves Rodríguez (1º febbraio 1966) è un ex cestista portoricano.

## Carriera
Con Porto Rico ha disputato i Campionati americani del 1995.